# Eduard Quintenz (Oberamtmann)
Eduard Quintenz (* 29. Dezember 1853 in Ellwangen (Jagst); † 18. Juni 1935 ebenda) war ein württembergischer Oberamtmann.

## Leben und Beruf
Eduard Quintenz war der Sohn eines Uhrmachers. Er besuchte von 1863 bis 1872 das Gymnasium Ellwangen und studierte anschließend katholische Theologie und von 1877 bis 1879 Regiminalwissenschaften in Tübingen, 1879 legte er die 1. und 1880 die 2. höhere Dienstprüfung ab. Nach der 1. Dienstprüfung machte Quintenz ein Probereferendariat beim Oberamt und der Regierung des Jagstkreises in Ellwangen. Zwischen 1880 und 1881 waren Stellen als Aktuariatsverweser beim Oberamt Neresheim, als stellv. Amtmann beim Oberamt Wangen und als stellv. Amtmann beim Oberamt Waldsee seine weiteren Stationen. Zwischen 1881 und 1886 war er Amtmann und zugleich Amtsanwalt beim Oberamt Wangen und von 1886 bis 1889 beim Oberamt Gmünd. Von 1889 bis 1892 arbeitete er als Sekretär im Ministerium des Innern in Stuttgart. Von 1892 bis 1894 war er Oberamtmann in Neresheim und von 1894 bis 1919 in Ehingen, seit 1907 mit dem Titel Regierungsrat.  1919 trat er in den Ruhestand. 
Sein Sohn, der ebenfalls Eduard Quintenz hieß, war später Landrat in Oberndorf am Neckar und Tuttlingen.
Er war Mitglied der katholischen Studentenverbindung AV Guestfalia Tübingen.